# Auetal

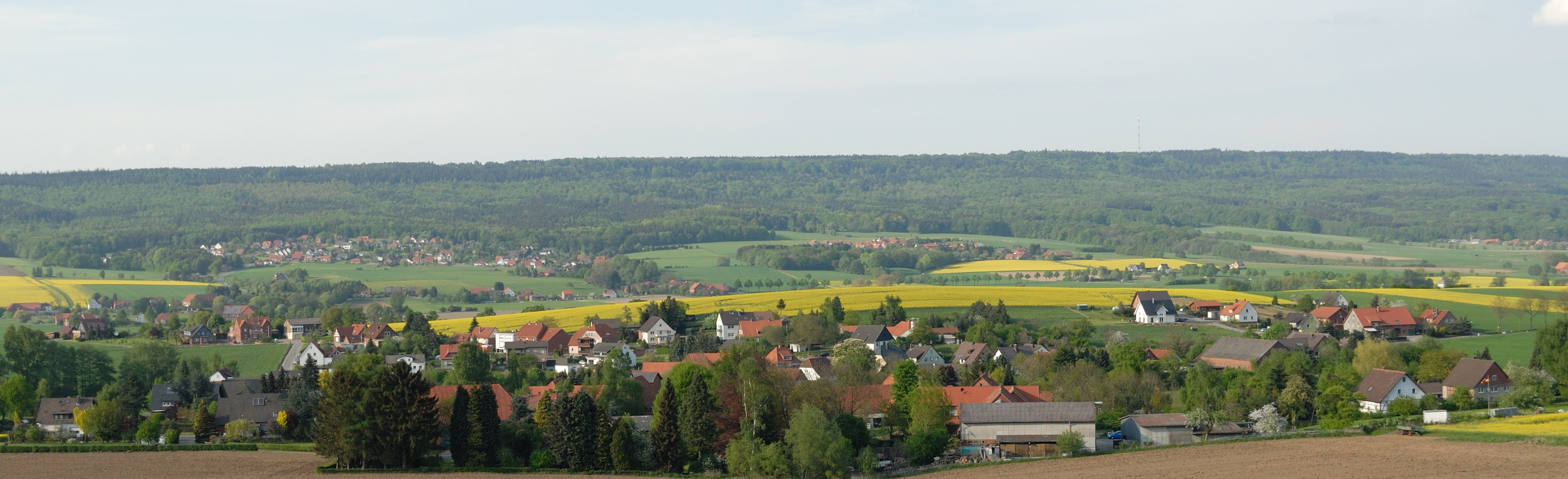
Blick von der Bundesautobahn 2 auf Auetal

Auetal ist eine Gemeinde  im Landkreis Schaumburg in Niedersachsen (Deutschland).

## Geografie

### Lage
Das Auetal liegt zwischen dem Süntel, dem Wesergebirge und dem Bückeberg.
In Hattendorf entspringt die durch das Gemeindegebiet fließende Aue, auch Bückeburger Aue genannt, die von zahlreichen Bächen gespeist wird und in die Weser mündet.
Die Bundesautobahn 2 durchschneidet das etwa 5 km breite und 15 km lange Auetal.

### Gemeindegliederung
1. Altenhagen mit Rittergut Wormstal
2. Antendorf mit Gut Nienfeld

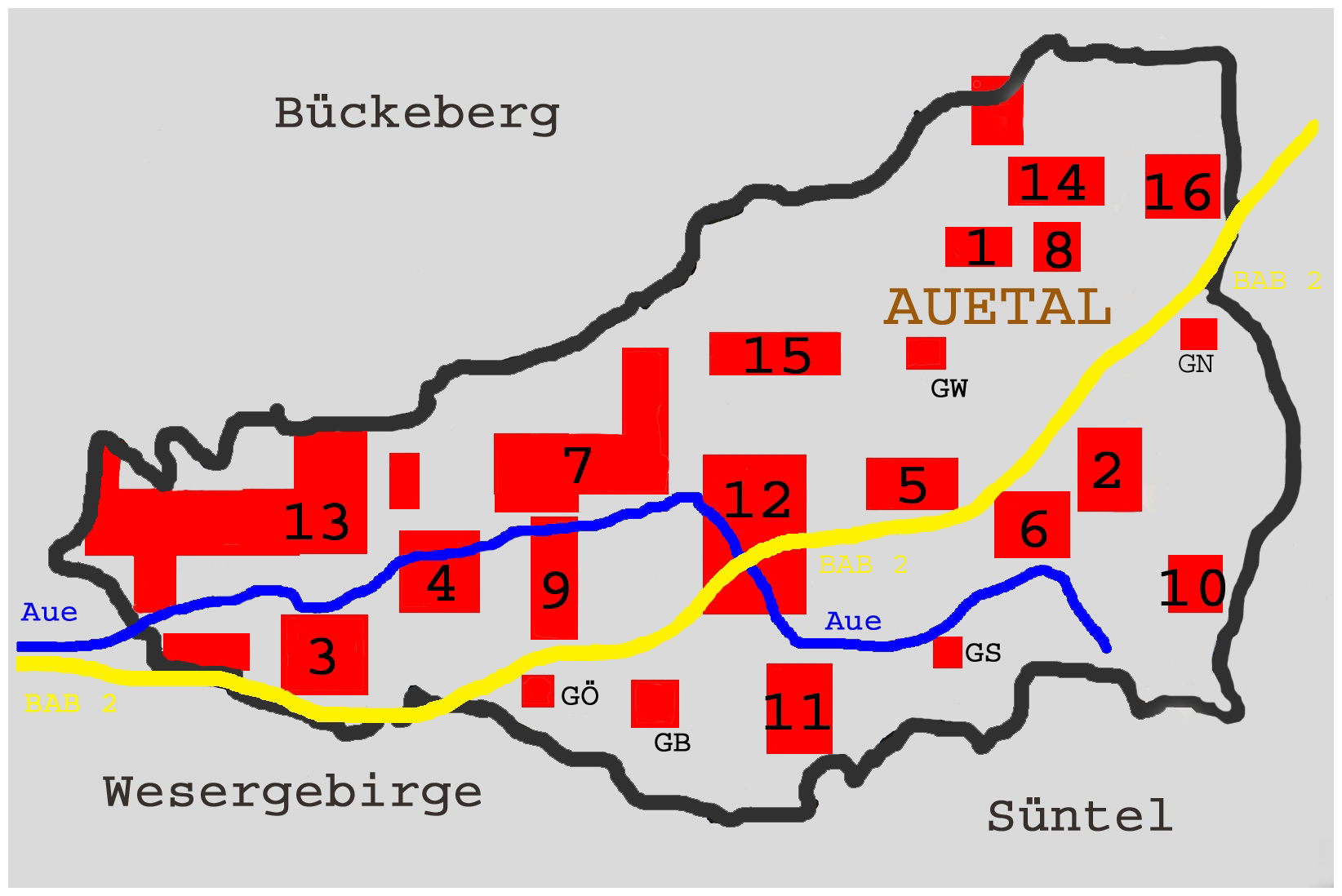
Gemeinde Auetal

3. Bernsen mit Bernser Landwehr sowie Teilen des Fahrenplatzes
4. Borstel mit den Wohnplätzen Borsteler Bruch, Borsteler Feld und Borsteler Hude
5. Escher mit dem Wohnplatz Bültenbrink
6. Hattendorf mit Gut Südhagen
7. Kathrinhagen
8. Klein Holtensen
9. Poggenhagen mit Gut Oelbergen
10. Raden
11. Rannenberg mit Gut Bodenengern
12. Rehren mit dem Wohnplatz Obersburg
13. Rolfshagen mit dem Wohnplatz Horsthof
14. Schoholtensen mit den Wohnplätzen Sundern und Wierser Landwehr
15. Westerwald
16. Wiersen

## Geschichte
Am 11. Dezember 1182 wurden die Orte Antendorf, Klein Holtensen, Rehren und Wiersen erstmals urkundlich erwähnt.
Am 1. März 1974 wurden die Gemeinden auf dem Gebiet der späteren Gemeinde Auetal neu gegliedert. Die folgenden vergrößerten Gemeinden entstanden:
- Hattendorf durch den Zusammenschluss der bisherigen Gemeinden Antendorf, Escher, Hattendorf und Raden
- Rehren durch den Zusammenschluss der bisherigen Gemeinden Borstel, Kathrinhagen, Poggenhagen, Rannenberg, Rehren, Amtsgerichtsbezirk Obernkirchen (kurz: Rehren AO) und Westerwald
- Rolfshagen durch die Eingliederung von Bernsen
- Schoholtensen durch den Zusammenschluss der bisherigen Gemeinden Altenhagen, Klein Holtensen, Schoholtensen und Wiersen.

Diese Gemeinden wurden bereits am 1. April 1974 zur neuen Gemeinde Auetal zusammengeschlossen.

## Politik

### Rat
Der Rat der Gemeinde Auetal besteht aus 18 Ratsfrauen und Ratsherren. Dies ist die festgelegte Anzahl für eine Gemeinde mit einer Einwohnerzahl zwischen 6.001 und 7.000 Einwohnern. Die 18 Ratsmitglieder werden durch eine Kommunalwahl für jeweils fünf Jahre gewählt. Die aktuelle Amtszeit begann am 1. November 2021 und endet am 31. Oktober 2026.

Stimmberechtigt im Rat ist außerdem der hauptamtliche Bürgermeister Jörn Lohmann (CDU).
Bei der letzten Kommunalwahl 2021 ergab sich folgende Sitzverteilung:
| Rat 2021Insgesamt 18 Sitze - SPD: 7 - Grüne: 1 - WGA: 3 - CDU: 7 |

Die vorherigen Kommunalwahlen ergaben die folgenden Sitzverteilungen:
| Wahljahr | CDU | SPD | WGA | GRÜNE | FDP | Gesamt   |
| 2016     | 4   | 8   | 4   | 2     | 0   | 18 Sitze |

### Bürgermeister
Hauptamtlicher Bürgermeister der Gemeinde Auetal ist seit 2021 Jörn Lohmann (CDU).
Bisherige Bürgermeister
- 2000–2006: Ursula Sapia (SPD)
- 2006–2014: Thomas Priemer (SPD)
- 2014–2021: Heinz Kraschewski (SPD)[6]
- seit 2021: Jörn Lohmann (CDU)

### Wappen
Im September 1980 entschied man sich für ein Gemeindewappen, das eine Süntelbuche mit 16 Blättern zwischen zwei Hügeln – Bückeberg und Süntel – und quer davor einen Bach – die Aue – zeigt. Jedes Buchenblatt steht für einen der 16 Ortsteile. Die Symbole werden von dem historischen Schaumburger Nesselblatt umrahmt. Die Farben sind grün, rot und silber.

## Kultur und Sehenswürdigkeiten

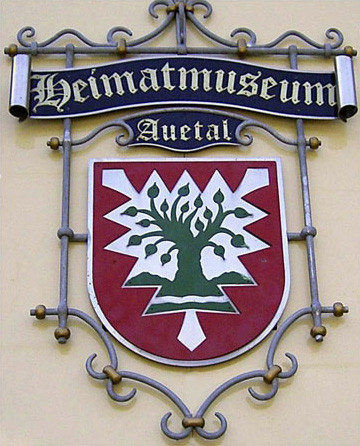
Heimatmuseum

### Museen
Das „Heimatmuseum Auetal“ in Hattendorf wurde 1984 zunächst als Heimatstube in einem Raum im Gebäude der ehemaligen Volksschule Hattendorf mit Unterstützung der Gemeinde Auetal eröffnet. Träger des Museums ist der Verein für Heimatpflege Auetal e. V. Nach mehrmaligen Erweiterungen konnte die umfangreiche Sammlung in 20 Räumen der ehemaligen Schule als „Heimatmuseum Auetal“ präsentiert werden. In einem Nebengebäude ist eine intakte  Dorfschmiede untergebracht, in der auch nach Absprache gearbeitet wird. Ausstellungsschwerpunkte sind das frühere ländliche Leben und Handwerk.

### Sehenswürdigkeiten

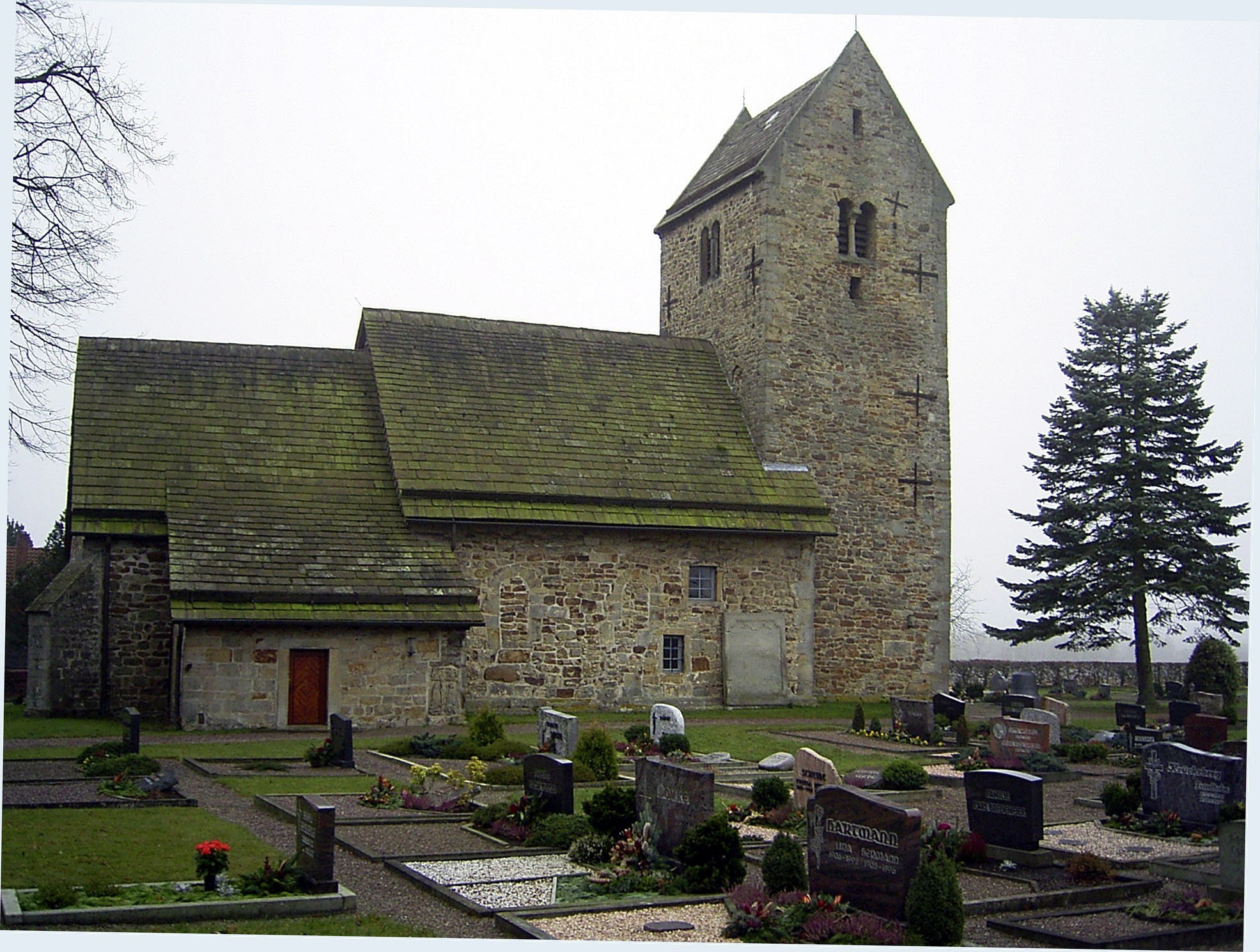
Kirche Kathrinhagen

- Bodenengern: Das alte Wasserschloss Bodenengern wurde 1053 erbaut und mit einem Graben versehen. 1673 wurde es wieder aufgebaut und diente dem Rittergeschlecht von Post als Sitz.[7] Heute ist es von einem Wassergraben umgeben und mitten im Grünen gelegen.
- Escher: Holländer-Windmühle
- Hattendorf: evang. Pfarrkirche St. Eligius, erbaut um 1300.[8] Hier predigte viele Jahre Pastor Karl-Georg Sommerlath, ein Großonkel der heutigen schwedischen Königin Silvia.
- Kathrinhagen: evang.-luth. Kirche St. Katharina, 13. Jahrhundert
- Rehren: spätgotische Kirche
- Gut Nienfeld (Privatbesitz Frhr. von Blomberg), gegründet 1594 durch Claus von Münchhausen (1560–1617) auf Apelern, Drost zu Lauenau[9]
- Gut Ölbergen
- Gut Wormsthal: alte Hofanlage aus dem 13. Jahrhundert mit Giebel und Brunnen von 1632 (Weserrenaissance), im Besitz der Familie von Alten-Nordheim

## Wirtschaft und Infrastruktur

### Gewerbe
Unmittelbar an der Anschlussstelle Rehren zur Bundesautobahn 2 ist das Gewerbegebiet Waitzenbinde erschlossen. Kleinteiliges Gewerbe erstreckt sich über alle Ortsteile.

### Verkehr
Die Gemeinde hat im Ortsteil Rehren Anschluss an die BAB 2. Die nächstgelegenen Bahnhöfe befinden sich in Rinteln, Hessisch Oldendorf und Haste. Der ÖPNV wird durch die Schaumburger Verkehrs-Gesellschaft (SVG) mit mehreren Buslinien sichergestellt.

### Öffentliche Einrichtungen
- Der Sitz der Verwaltung der Gemeinde Auetal ist in Rehren.
- Für Sicherheit und Ordnung ist das Polizeikommissariat in Rinteln zuständig. Vor Ort ist eine tagsüber besetzte Polizeistation vorhanden.
- Der Brandschutz und die allgemeine Hilfe ist durch die örtlichen Freiwilligen Feuerwehren gewährleistet.
- Freibad Sonnental in Rolfshagen mit Solaranlage.

### Bildung
Im Ortsteil Rehren ist eine Grundschule vorhanden. Weiterführende Schulen befinden sich in Obernkirchen, Rinteln und Bad Nenndorf.

## Persönlichkeiten
- Johannes de Indagine (* 1415 in Hattendorf; † 1475 in Erfurt), Kartäuser, Prior, Reformtheologe und Autor theologischer Schriften
- Philipp von Landesberg (* 1784; † 1853), Gutsbesitzer und Landdrost
- Friedrich Oetker (* 1809 in Rehren A/O; † 1881 in Berlin), Publizist, liberaler Politiker und Mitglied des Reichstags[10]
- Carl Oetker (* 1822 in Rehren A/O; † 1893 in Berlin), Jurist, liberaler Politiker und Mitglied des Reichstags
- Heinrich Goertz (1911–2006), deutscher Bühnenbildner, Dramaturg, Maler, Journalist und Schriftsteller, lebte mehrere Jahrzehnte bis zu seinem Tod in Auetal-Borstel
- Hans-Joachim Berg (* 1948 in Rehren), deutscher Politiker
- Kristiane Allert-Wybranietz (* 1955 in Rehren A/O; † 2017), Schriftstellerin
- Matthias Oppermann (* 1974 in Auetal), Historiker